# Список учасників бою під Крутами
Список встановлених учасників бою під Крутами.
Первісний список уклав Голова Ради громадської організації «Історико-культурологічне товариство „Герої Крут“», народний артист України Ярослав Гаврилюк.

## Інтродукція
1918 року в журналі «Малая Русь» надруковано синодик жертв муравйовського погрому, там, зокрема, наявне: «Так, совершенно неизвестны имена ста шестидесяти восьми украинцев гимназистов, участвовавших в боевом курене с[оциалистов] р[еволюционеров] и вильном козацтве […]»
У спогадах Ігор Лоський зазначав: «Якщо не помиляюсь, 19 (6 за ст. стилем) січня 1918 року відбулись загальні збори учнів двох старших кляс. Пошесть зборів охопила на ті часи київських гімназистів, і то були не перші збори, що їх бачив у своїх мурах старенький будинок Художньої школи на Сінній площі, де знайшла собі тимчасовий притулок гімназія. Але, мабуть, ні одні з тих зборів не проходили так однодушно. Головою обрано бл. пам. Кольченко Павла Кольченка, учня 8-ї кляси, що встиг вже побувати на фронті під час Світової війни і уважався тому найбільш досвідченим у військовому ділі. З'ясувавши в коротких словах справу, Кольченко запропонував прийняти постанову ідентичну з тою, яку прийняли на своєму вічі студенти Університету. Постанову одноголосно прийнято. Директор гімназії, якого прошено на збори, після невдалої спроби одговорити своїх питомців від такого, на його погляд, нерозважного кроку, мусів зрештою погодитись з постановою та оголосити з рамени дирекції офіціяльну перерву навчання в двох старших клясах гімназії на час перебування учнів у війську. Просив лише, аби не спокушати до вступу учнів молодших кляс. Правда, це помогло мало, бо кілька учнів шостої кляси таки до куреня вступило».

## 1-ша Київська юнацька школа ім. Б. Хмельницького, старшини й вояки Гайдамацького кошу
1. Блаватний
2. Богаєвський Микола
3. Боженко Северин - загинув[1]
4. Бурко Демид

сотник Семирозум Модест

Тимченко Федір

5. Бензик Михайло (1895, с. Чапліївка, тепер Шосткинського р-ну Сумської обл. — ?, Франція?) — хорунжий Армії УНР, учасник бою під Крутами в складі 1-ї Української військової школи ім. Б. Хмельницького. Півсотенний Окремого кінного ім. П. Болбочана дивізіону. Сотенний, комендант і оперативний ад'ютант кінного полку Чорних запорожців (1919—1921). Лицар Залізного хреста за Зимовий похід і бої. Згадується у спогадах П. Дяченка. В одному з досліджень про українську громаду Франції після Другої світової війни є констатація, що «пан і пані Бендзік… провели всю свою молодість в українській громаді в Нормандії»[2].
6. Василенко - загинув[1]
7. Винник Федір (Теодор) (нар. 1899 — пом. 9 грудня 1970) — хорунжий Армії УНР (07.1920), сотник Армії УНР, хорунжий дивізії «Галичина», командир верстатної сотні дивізії «Галичина», член 5-ї станиці Союзу колишніх вояків-українців[3]. Уродженець Мерефи[4].
8. Аверкій Гончаренко — командир бою під Крутами, сотник Армії УНР, командир куреня 1-ї Української юнацької військової школи ім. Б. Хмельницького.
9. Горошко
10. Горячко Сергій
11. Грушецький Іван, о. Йосип (2.09.1895 — 08.1940, м. Рівне?) — поручик Армії УНР, учасник бою під Крутами в складі старшого курсу 1-ї Української військової школи ім. Б. Хмельницького. Старшина Спільної юнацької школи. Висвятився у священника, був настоятелем православної церкви в с. Сирники Луцького повіту. Переслідувався поляками за прихильність до українізації Православної церкви, відтак певний час не мав свого приходу (1935—1937). Проживав і служив священником у с. Даничів Рівненського повіту (з 1937). У перші дні окупації Волині радянськими військами (09.1939) Грушецького схопили й кинули до в'язниці, де він і помер[2].
12. Данилюк Матвій
13. Дзюблик Василь
14. Дудка Григорій
15. Ємець
16. Заїка Іван — галичанин, залишився живим
17. Захвалинський Сергій («Орлик»; 01.07.1902, м. Носівка, тепер Чернігівської обл. — 03.08.1977, м. Трентон, Нью-Джерсі) — хорунжий Армії УНР. Старшина Кінного полку імені Максима Залізняка (1920—1921). Інженер, випускник чеської політехніки (Прага, 1931), майор польського війська. Старшина українського шуцманшафту у складі німецької армії (1941—1944). Похований на цвинтарі у Баунд-Брук (США)[2].
18. Захарченко Д.
19. Коваленко Василь (30.12.1899, с. Корпилівка, тепер с. Карпилівка Срібнянського р-ну Чернігівської обл. — після 23.05.1932, Чехія?) — доброволець Богданівського полку (з 15.04.1917). У полку Чорних запорожців брав участь у боях проти більшовиків і денікінців аж до інтернування в Польщі. Лицар Залізного хреста за Зимовий похід і бої. Перебував у таборах інтернованих в Пикуличах, Вадовицях і Стшалковому, втік до Чехії (з 1.04.1923). Закінчив середню господарську школу і Горжицях та вишу господарську школу в Рудниці. Випускник хіміко-технологічного відділу Української господарської академії в Подєбрадах (1927—1932)[2].
20. Лавренко Михайло
21. Лисогір Семен — галичанин, залишився живим
22. Семен Лощенко
23. Лукович (Лякович) Л.
24. Маґаляс Стефан Дем'янович (архімандрит Святослав; 15 вересня 1898, Лукашівка, Липовецький повіт, Київська губернія[5] - ?) — хорунжий 1-ї Української юнацької військової школи ім. Б. Хмельницького. Ігумен скиту в Ґримсбі, активіст Союзу бувших українських вояків (Канада). У 1960-х роках — настоятель української православної громади при церкві Св. Миколая в Маямі (США, Флорида). Помер у 1970-х роках і похований, очевидно, біля православної церкви, яку звів у Маямі[2].
25. Матвієнко-Сікар Степан (10 грудня 1898, Кишинів[6] — після 1973, м. Белу-Орізонті, Бразилія) — учасник бою під Крутами в складі 1-ї Української військової школи ім. Б. Хмельницького. Інженер, асистент кафедри лісівництва Української господарської академії в Подєбрадах (1920-ті). Працював (1930-ті) фахівцем з містобудування у м. Тігіна (Бендери). Знайшов у Бессарабії грамоти Степана Великого, написані староукраїнською мовою, по сільських церквах — запорізькі прапори. Автор кількох спогадів з історії визвольних змагань, зокрема «Три моменти» (1967) про запис добровольців до Січових стрільців у Київському комерційному інституті і від'їзд на фронт під Крути[2].
26. Матюха Ілля – гімназист 8 класу, убитий 14(1) липня 1918 року за невідомих обставин та похований на одному із цвинтарів у Переяславі. Підстав стверджувати, що він брав участь у бою під Крутами немає. Хоча співробітниці НІЕЗ “Переяслав” Лариса Годліна та Олена Жам з посиланням на спогади Наталії Кирьянової 1952 р.н. стверджують протилежне[7]. Їх підтримує Володимир Сергійчук[8].
27. Мартинюк Гнат (1897, с. Годовичі, тепер Турійського району Волинської області —  1943, ?) — хорунжий Армії УНР, учасник бою під Крутами в складі 1-ї Української військової школи ім. Б. Хмельницького. Навчався у військовому училищі в Петрограді (1917). Старшина Охорони Головного Отамана (1920—1921), випускник Спільної юнацької школи (12.1921) при 3-й Залізній дивізії. Повернувся у рідне село (1922), працював викладачем української мови, заснував український хор ім. Кирила Стеценка. Під час Другої світової війни прийняв сан, був священником у с. Великий Порськ Голобського р-ну на Волині. Загинув за нез'ясованих обставин[2].
28. Михайлик Михайло
29. Могила Семен Андрійович
30. Монкевич Борис (за даними відділу Української революції 1917—1921 рр. Інституту історії України НАН України він не був учасником бою).
31. Недава - загинув[1]
32. Носенко Дем'ян
33. Одинець Гаврило
34. Олексієнко (Поржи-Олексієнко) Петро (11.07.1898, м. Ржищів, тепер Київської обл. — 09.03.1988, м. Денвер, Колорадо). Нагороджений Хрестом Петлюри та Воєнним хрестом. Автор спогадів «Ржищів над Дніпром» (1970). Помер на 90 році життя, похований в Денвері на православній українській частині цвинтаря Краун Хіллс (Crown Hills Denver)[2].
35. Пасічник[9]
36. Роєнко С.
37. Рябокінь-Рогоза-Розанов Яків (6.09.1895, м. Цибулів, тепер смт  у Монастирищенському р-ні Черкаської обл. — 12.05.1937, м. Варшава, Польща) — сотник Армії УНР. У бою під Крутами командував 3-ю сотнею 1-ї Української військової школи. Старшина 1-го Українського полку морської піхоти Армії УНР (з 1919), у 4-й Київській дивізії (1920—1921). Під час першого Зимового походу захворів на тиф. Учасник Другого зимового походу, після якого ще два роки брав участь у партизанській боротьбі проти більшовиків. Похований на православній частині міського цвинтаря «Воля» у Варшаві[2].
38. Самійленко Степан[10]
39. Седлецький Гнат
40. Семирозум Модест (8.04.1888, м. Чернігів — після 25.02.1964, Німеччина) — сотник Армії УНР, в бою під Крутами командував чотою юнаків військової школи для охорони лівого крила. Служив у російській імператорській армії (з 1911), старшиною (з 18.08.1915). Нагороджений царськими орденами Св. Анни (4-го, 3-го, 2-го ступенів) та Св. Станіслава (3-го і 2-го ступенів). На службі в українській армії з 1917 р. Призначений до 1-го Гуцульського полку морської (з 5.04.1919). У таборах інтернованих — у штабі 4-ї Сірої бригади 2-ї Волинської стрілецької дивізії. Член комітету із вшанування пам'яті Є.Коновальця (1958). Відзначений ветеранським Воєнним хрестом (1964)[2].
41. С-ко Б.
42. Стеценко Панас
43. Осип Твердовський
44. Тимченко Федір
45. Уманець Василь (?— 3.08.1981, м. Балтимор, Мериленд) — учасник Всеукраїнського православного церковного собору (Київ, 14—30.10.1921). Митрофорний протоієрей Української православної церкви в США, настоятель парафії Св. Архистратига Михаїла в Балтиморі (1960—1970-ті). Похований поруч зі своєю дружиною на цвинтарі в Міннеалополіс (Міннесота)[2].
46. Цап Степан
47. Чорпіта Андрій[11]
48. Шарий Іван
49. Шевченко Лев Андрійович - участь у бою під Крутами непідтверджена.
50. Швидун Митрофан (1896, Чернігівська губ., Ніжинський пов., с. Монастирище — ??) — юнак 1-ї Української військової школи, під час бою під Крутами дістав поранення у праву ногу вище коліна.
51. Шкода Петро (Колтів, Золочівщина); в бою з товаришем Маґалясом Святославом «Степаном» отримали поранення, змогли дістатися до оселі місцевого жителя, заховалися в стодолі. Червоноармійці обнишпорили всі кутки, проте не змогли знайти хлопців, по всьому повернулися до рідного села[12].
52. Ярців (Ярцев) Микола.
53. Світенко Кость (студент медичного факультету)[13].
54. Франчук Петро (25.06.1901, м. Київ — 22.06.1977, м. Ноттінгем, Англія) — учасник бою під Крутами. Хорунжий Кінного полку Чорних Запорожців (1919—1921). Лицар Залізного хреста за Зимовий похід і бої, Кавалер Хреста Симона Петлюри і Воєнного хреста. У міжвоєнний період був власником крамниці с. Сухівці Рівненського повіту, де теж організував і очолював «Просвітянську хату». Служив у дивізії військ СС «Галичина». Активіст Об'єднання бувших вояків-українців у Великій Британії.. Мешкав у м. Ноттінгем, де й помер[2].
55. Федюк-Федорович Рудольф-Яків (26.11.1900, м. Львів — після 1982, Канада) — учасник бою під Крутами в складі 1-ї Української військової школи ім. Б. Хмельницького. Вивезений росіянами з родиною до Києва (1915), де навчався у Комерційній школі на Святошині. Воював у складі Запорізької дивізії (1918), зокрема під час походу на Крим. Брав участь у повстанській боротьбі проти більшовиків (1921—1922). Емігрував до Канади (1932), резервіст канадської армії (1939—1956), учасник Другої світової війни і війни в Кореї. Активіст гетьманських організацій Канади і Канадської монархістської ліги[2].

## Помічний студентський курінь Січових Стрільців
Помічний студентський курінь Січових Стрільців був сформований зі студентів Київського університету Св. Володимира та Народного університету.
1. Андріїв — родом з Галичини, загинув
2. Бабій
3. Божинський-Божко Микола Васильович
4. Борозенко-Конончук Олександр Євстафійович
5. Буткевич Леонід
6. Вороний Юрій — видатний український хірург, який першим у світі виконав клінічну пересадку нирки 3 квітня 1933 року
7. Гайдовський-Потапович Олександр (30.11.1901, м. Полтава — після 1939, Чехія?). — пораненим потрапив в полон і відправлений у Харків на лікування. Періодично перебував  у різних частинах  армії УНР, воюючи на фронті добровольцем (1918—10.1919). На еміграції став першим провідником «Дружини Українських Скаутів» (5.08.1922), яка переросла у Подєбрадський кіш українських пластунів. Інженер-економіст, випускник економічно-кооперативного  факультету Української господарської академії в Подєбрадах (1922—1927). Працював учителем на Закарпатті (1930-ті), вояк «Карпатської Січі»[2].
8. Геращенко Ігор (син протоієрея з Полтавщини) - [14]
9. Головащук Кирило Єрофійович
10. Гончаренко Федір
11. Грущенко[1] Антін - розстріляний більшовиками у Києві[15]
12. Грущенко[1] Олекса - розстріляний більшовиками у Києві[16]
13. Грущенко Олександр (рідні брати)  - член УЦР, актор "Молодого театру", студент Київського університету; загинув[1], розстріляний більшовиками у Києві[17]
14. Гуленко Микола - загинув[1]
15. Дикий Андрій
16. Діятелович Феодосій (14.11.1896, Україна — 9.11.1978, м. Денвер, Колорадо) — хорунжий Армії УНР. Протоієрей, основоположник і настоятель УПЦ св. Покрови в Денвері. Помер на 82 році життя, похований, очевидно, на українській частині Crown Hills Denver[2].
17. Дмитренко Василь
18. Дмитренко Лука
19. Довгаль Спиридон Микитович
20. Залізняк Володимир
21. Кирик В.
22. Коломийченко Василь
23. Коломієць
24. Компанієць
25. Семен Король
26. Кошман
27. Курик Сидор - найімовірніше, йдеться про Ісидора Пурика-Пуриченка
28. Кривопуск Микола (1894 — 24.01.1970, м. Філадельфія, Пенсильванія) — студент Київського політехнічного інституту та юнак 2-ї Української військової школи. Старшина Охорони Головного Отамана (1920—1921), випускник Спільної юнацької школи при 3-й Залізній дивізії (1921). Працівник видавництва «Чорномор» у таборі інтернованих в Каліші. Похований на українському католицькому цвинтарі Факс Чейс у Філадельфії (США)[2].
29. Лизогуб Микола — родом з Галичини, загинув
30. Любенець Павло[18]
31. Нітенко Микола
32. Митрусь Іван (14.06.1897, станиця Уманська, Кубань — після 07.1944, Польща) — сотник Армії УНР, учасник бою під Крутами. Навчався у Кадетському корпусі в Тифлісі (1907—1912) з якого виключений за українофільство — між його книжками виявлено «Кобзар» Т. Шевченка. Старшина 2-го Кінно-Запорізького полку (1920—1921), лицар Залізного хреста за Зимовий похід і бої. Контрактний поручик Війська Польського у VII полку люблінських уланів (з 1928) як Iwan Mytruś-Wyhowski.Командир 1 ескадрону 9-ї дивізії піхоти (09.1939), потрапив в німецький полон, після звільнення з якого приєднався до Армії крайової. Командир підпільної ескадри Дев'ятого уланського полку АК, яка в рамках акції «Буря» захопила м. Мінськ Мазовецький (30.07.1944). Загинув у рядах АК під час німецької окупації, ймовірно у Варшавському повстанні[2].
33. Олійник Микола[19]
34. Омельченко Оверко
35. Отамановський Валентин
36. Отроковський Петро[14]
37. Пірук
38. Пітенко Микола
39. Полуботко Георгій
40. Попович Олександр (Олелько)
41. Пурик-Пуриченко Сидір (Ізідор)
42. Сірик Василь
43. Стемпковський Ігор - загинув[1] або Юрій[14]
44. Туркевич Віктор
45. Фарфал[20]
46. Чижов Микола Олександрович[21]
47. Шерстюк Олександр
48. Шульгин Володимир
49. Спренченат Хризанфтіс Якович

## Гімназисти
Гімназисти 2-ї Київської української гімназії ім. Кирило-Мефодіївського братства та учні інших київських гімназій і середніх навчальних закладів:
1. Баталін Михайло[22]
2. Бліхарський Володимир Іванович (02.09.1894, Жовква[23] - ?), учень 8-го класу 2-ї Київської української гімназії ім. Кирило-Мефодіївського братства[12], після Крут записався до лав загону Болбочана, брав участь у звільненні від більшовиків ст.Ромодан, Полтаву, Харків, ст.Люботин, Крим[24].
3. Бутович Микола
4. Витвицький Володимир
5. Витвицький Іван
6. Гайдовський-Потапович Лесь
7. Ганкевич Микола Георгійович
8. Гліба Юліян — родом із Стрия, Був учнем 8-го класу. Загинув 1919 року у бою з більшовиками — в складі українського кінного полку[12]
9. Гнаткевич Василь
10. Золотарчук Микола[25] - можливо, літературний персонаж
11. Карван Іван (08.09.1893, с. Кирилівка, тепер Підкарпатське воєводство, Польща — 15.10.1976, м. Філадельфія, Пенсильванія). 1915 р. депортований у Сибір, 1917 р. Будучи учнем VIII класу 2-ї Української гімназії в Києві вступив добровольцем до Студентського куреня. Був працівником Міністерства преси і інформації УНР в Кам'янці-Подільську. Після закінчення визвольних змагань закінчив юридичний факультет Краківського університету, вів адвокатську канцелярію в Сеняві і Переворську, брав участь у діяльності «Просвіти» та «Народного дому» в Лежайську. Похований, очевидно, на українському цвинтарі Факс Чейс у Філадельфії[2].
12. Карван Костянтин рідний брат Івана, у 1917 р. закінчив 2-гу Українську гімназію в Києві, вступив добровольцем до Студентського куреня, пережив битву під Крутами. Служив у лавах Армії УНР, після інтернування в Польській Республіці закінчив Львівський університет, став доктором філософії, був учителем Ченстоховської гімназії.
13. Кольченко Павло
14. Корпан Микола
15. Левченко Юрко[25] - можливо, літературний персонаж
16. Лоський Ігор
17. Лукасевич Левко («Крутянець», «Юрій Тернопільський»; 01.02.1901, Київ — 02.06.1982, м. Прага, Чехія) — професор, ройовий студентської сотні у бою під Крутами. Син лікаря Євмена Лукасевича, міністра охорони здоров'я УНР і посла УНР в Швейцарії. На еміграції у Варшаві, видатний економіст-статистик. За свої дописи до «Вістей Комбатанта» під криптонімом «Крутянець» був арештований за доносом, але звільнений тільки з уваги на похилий вік і тому, що він не втікав із радянської Праги. Автор кількох спогадів про Крути, фундаментальної книги  «Українська преса з перспективи 150-ліття» (1974), книги спогадів «Роздуми на схилку життя» (1982)[2].
18. Мисан — родом з Галичини, загинув
19. Онишкевич (Рудки на Самбірщині), вчився у 6-му класі 2-ї київської гімназії, загинув[12]
20. Піпський Григорій (Нижанковичі, Старосамбірщина)
21. Соколовський Андрій Анатолійович
22. Сорокевич Іван
23. Сушницький Онуфрій
24. Тарнавський Євген
25. Цимбал Віктор (учень 2-ї української гімназії, записався до Студентського куреня, але під Крути не потрапив, оскільки не пустив батько[26])

Сорокевич Іван

В архівному фонді Другої української гімназії збереглася списана рукою Зерова книга протоколів педагогічної ради. Рукопис документує містить повний перелік учнів — і тих, що під Крутами загинули.

## Також в бою брали участь

1. учень 8-го класу 2-ї київської гімназії Роман Король (Кожичі, Яворівщина). Залишився живим, подальша доля невідома,
2. Євген Мельник — Воля Якубова на Дрогобиччині, двоюрідний брат провідника ОУН Андрія Мельника, загинув, Галицько-буковинський курінь січових стрільців[12]
3. Євтимович Сергій, хорунжий, згодом — підполковник Армії УНР, поручник дивізії «Галичина»[27]. (1900, ? — 29.05.1964, м. Дербі, Англія) — хорунжий Армії УНР учасник бою під Крутами в складі студентської сотні. Випускник II випуску Спільної юнацької школи, учасник першого Зимового походу. Брат Варфоломія Євтимовича. Член редколегії журналів «Український Ветеран» (1935) та «Немізіда» (1936), які видавались у Варшаві. Старшина дивізії військ СС «Галичина» (1943—1945), учасник бою під Бродами. Активіст Об'єднання бувших вояків-українців у Великій Британії. Похований на цвинтарі Ноттінгем Роад (Nottingham Road) в Дербі[2].
4. Антоняк Іван,
5. Юричко Степан,
6. Яцків — усі родом з Галичини, загинули
7. Михайло Курило - випускник Української гімназії у Перемишлі,
8. М. Гринник — галичани, залишилися живими,
9. Янов Микола — сотник Вільного Козацтва Чернігівщини, підполковник Армії УНР в екзилі[27].
10. Грищенко Антін (9 грудня 1899 - ?) - слухач Українського народного університету, у бою під Крутами отримав контузію[28].
11. Лазаренко Андрій Созонтович [29]
12. Лазаренко Михайло Созонтович - загинув[29]
13. Бублик Микола (Меджибіж) - про його загибель під Крутами відомо зі слів Олександри Юхимівни Гаврищук-Коваль, яка була подругою його мами - Анни Іванівни Бублик[30].
14. Мільський Павло Іванович[31]
15. Чернявський С.А., інженер, проживав в Австралії[32]
16. Петро Біньківський, студент Університету св.Володимира, поранений[33]
17. Михайло Іванович Сушко, офіцер 131-го піхотного Тираспольського полку Російської імператорської армії[34]
18. Сильвестр Бондар (1899, Ольгопіль, Ольгопільський повіт, Подільська губернія - 19.10.1963, Камон, Сомма, Франція) - поручник Армії УНР[35]

## Медики

### Медичні сестри
1. Дуб/Дубова/Дубівна (Очередько/Очередькова) Клавдія. (? — до 1973, США?). Працювала канцеляристкою в міністерстві народної освіти УНР[36]. Перебувала в таборі інтернованих вояків Армії УНР у Тарнові (1920). Ймовірно дружина сотника медицини Армії УНР Івана Очеретька (Очередька), який теж перебував на еміграції і похований (1966) на українському православному цвинтарі Баунд-Брук. За свідченням Левка Лукасевича, «померла на еміграції»[37][2]. Мама лікарів Аркадія та Ярослава Очеретьків.
2. Мельничук (інколи помилково — Мельник) (д-р Кобизька) Олена/Леся (12.07.1898, с. Острів, Васильківський повіт, Київська губернія[38] або 1899, Миргород, Полтавська губернія — після 1973, Чехія?) — сестра-жалібниця Армії УНР, учасниця бою під Крутами. Випускниця загальноосвітніх курсів гімназії М. Стельмашенка і фельдшерських курсів (1918). Виїхала в Галичину з епідемічним шпиталем, із яким була в польському полоні у Коломиї (05.1919-08.1920). Інтернована до табору в Каліші (12.1920) та Щипйорна[39]. Переїхала до Чехії, (1922), записалась на курси медичного факультету Карлового університету, слухачем педагогічного інституту ім. Драгоманова (до 1929).  Фахівець із внутрішніх хвороб, член Спілки українських лікарів у Чехословаччині. За свідченням Левка Лукасевича, перебувала на еміграції[2].

## Студенти та гімназисти закатовані більшовиками
Студенти та гімназисти Помічного студентського куреня Січових Стрільців замордовані російськими більшовиками після бою під Крутами та перепоховані заходами української влади 19 березня 1918 р. у Києві на цвинтарі «Аскольдова могила».

### Студенти Університету Св. Володимира, Київської політехніки та Народного університету
1. Андріїв[40]
2. Божинський-Божко Микола Васильович[41]
3. Борозенко-Конончук Олександр Євстафійович[42]
4. Головащук Кирило Єрофійович[40]
5. Гончаренко Федір/Олександр/Іван (?) (студент 3 року медицини Університету св. Володимира)[43]
6. Дмитренко Лука Григорович[44]
7. Кирик[45] В.
8. Омельченко Петро[46]/Оверко[47]/Андрій[48]/Т.[49]
9. Попович Олександр (Олелько)[50]
10. Пурик-Пуриченко Сидір[51]
11. Сірик Василь[52]
12. Чижов[53] Микола Олександрович[21]
13. Шерстюк Олександр/Петро[54]
14. Шульгин Володимир
15. Пітенко[55] (Якийсь Микола Пітенко, студент медичного факультету Українського народного університету, 28 березня 1918 року писав заяву з проханням звільнити його від оплати за навчання через перебування у студентському курені[56], а, отже, не був розстріляний та не загинув у бою під Крутами).
16. Дикий[55]

У різних виданнях серед розстріляних часто згадується Микола Лизогуб. Однак, єдиним джерелом інформації про його участь у бою під Крутами є присвята Валентина Отамановського Миколі Лизогубові у книжці "Син України: історична повість у 3 частинах" (Вінниця, 1919). При цьому, інші твердження Валентина Отамановського щодо біографічних даних Миколи Лизогуба не мають документального підтвердження (метричного запису про народження Миколи Лизогуба у 1892 році у селі Горинка немає; також його ім'я не згадується у документації П'ятої київської гімназії). Водночас розповідь Олександра Симонова, що Микола Лизогуб був дядьком його бабусі і загинув під Крутами не знаходить підтвердження у джерелах.

### Гімназисти
Всього з 2-ї Київської української гімназії ім. Кирило-Мефодіївського братства потрапили до більшовицького полону та були розстріляні на станції Крути семеро гімназистів, а саме:
Шестикласники:
1. Гнаткевич Василь
2. Тернавський Євген
3. Соколовський Андрій Анатолійович

Семикласники:
1. Піпський Григорій
2. Сорокевич Іван

Восьмикласники:
1. Кольченко Павло Іванович
2. Ганкевич Микола Георгійович

Мисан і Микола Корпан не значаться у списках учнів 2-ї Київської української гімназії ім. Кирило-Мефодіївського братства, що зберігаються у Державному архіві міста Києва. Однак у популярних працях вони часто зазначаються серед загиблих у Крутах гімназистів. Також серед крутянців помилково наводять прізвище Юрія Дубницького, теж учня Кирило-Мефодіївської гімназії, який загинув у складі іншого збройного загону і в іншому місці.

## Непідтверджені учасники бою
1. Лазуренко Степан Савич

## Помилково внесені до списку крутянців
Героїчний образ крутянців та нестача популярної інформації про бій під Крутами та Українську революцію у цілому сформували певне стереотипне уявлення про загиблих у лавах УНР як загиблих під Крутами. Через це виникло чимало легенд про участь тих чи інших осіб у бою під Крутами, хоча документально це не підтверджується або ж підтверджується загибель такої особи в іншому бою.
До таких належать:
1. Наумович Володимир Миколайович (11 листопада 1894, Шпола - 11 грудня 1918 року) — поширеним є помилкове ("тричі Георгіївський кавалер, вбитий під Крутами"[61]) та уже спростоване архівними документами твердження про загибель Володимира Наумовича у бою під Крутами 29 січня 1918 р.[62] Батьки - доктор медицини Микола Іванович Наумович, службовець станції Дар'ївка та Софія Єрофіївна; мав сестру Ніну (25 липня 1893 року - ?).
2. Семець Василь - загинув [1][63] у боях проти більшовиків за Арсенал[64]. У бою під Крутами участі не брав[65].
3. Крамаренко Петро (1897, Умань - 22 січня 1918, Київ) - загинув[1]. Підпоручник Військового міністерства Петро Макарович Крамаренко помер 22 січня 1918 р. від вогнепального поранення та похований на Байковому кладовищі[66]. Участі у бою під Крутами не брав[67].
4. Дубницький Юрій Степанович - (30 січня 1901 р., Кролевець, Кролевецький повіт, Чернігівська губернія — 9 березня 1918, Синява, Київська губернія) — неповнолітній учасник Вільного козацтва, загинув при виконанні службового обов'язку, іноді його помилково вважають загиблим під Крутами наприкінці січня 1918 року.
5. Лебідь Микола - участі у бою під Крутами не брав, помер 8 лютого 1918 року у Чернігові через тиждень після поранення більшовиками.
6. Бочаров Петро Васильович (22 листопада 1857, Санкт-Петербург - 27 січня 1918, Київ) - хірург, лікар 1-ї Української військової школи ім. Б. Хмельницького. Участі у бою під Крутами не брав. Арештований та розстріляний більшовиками в Маріїнському парку[68].
7. Тригуб Юхим Демидович  (1898, Свинарка - 6 лютого (24 січня) 1918, Київ), загинув. Про його участь у бою під Крутами відомо зі спогадів Варвари Гриненко, які зібрали учительки Петропавлівської середньої школи Вікторія Олександрівна Бабич та Світлана Петрівна Костянтинова.[69]. Офіцер 7-го українського полку Юхим Тригуб загинув 6 лютого (24 січня) 1918 року у Києві, участь у бою під Крутами непідтверджена.
8. Кушнір Іван [70]
9. Кушнір Михайло [70]